# NGC 4475
NGC 4475 est une vaste galaxie spirale située dans la constellation de la Chevelure de Bérénice. NGC 4475 a été découverte par l'astronome germano-britannique William Herschel en 1785.

## Caractéristiques

### Distance
Sa vitesse par rapport au fond diffus cosmologique est de 7 681 ± 20 km/s, ce qui correspond à une distance de Hubble de 113,3 ± 7,9 Mpc (∼370 millions d'al).
La classe de luminosité de NGC 4475 est II-III et elle présente une large raie HI.
À ce jour, une douzaine de  mesures non basées sur le décalage vers le rouge (redshift) donnent une distance de 100,442 ± 11,550 Mpc (∼328 millions d'al) ce qui est à l'intérieur des valeurs de la distance de Hubble. Notons cependant que c'est avec la valeur moyenne des mesures indépendantes, lorsqu'elles existent, que la base de données NASA/IPAC calcule le diamètre d'une galaxie et qu'en conséquence le diamètre de NGC 4475 pourrait être d'environ 65,9 kpc (∼215 000 al) si on utilisait la distance de Hubble pour le calculer.

### Brillance de surface
En raison d'une brillance de surface égale à 14,06 mag/am2, on peut qualifier NGC 4475 de galaxie à faible brillance de surface (LSB en anglais pour low surface brightness). Les galaxies LSB sont des galaxies diffuses (D) avec une brillance de surface inférieure de moins d'une magnitude à celle du ciel nocturne ambiant.